# Онищенко Григорій Потапович
Григорій Потапович Онищенко (1906, село Капустинці Полтавської губернії, тепер Яготинський район Київської області — 6 січня 1968, Київ) — український радянський і компартійний діяч, депутат Верховної Ради УРСР 2—6-го скликань. Член ЦК КПУ в 1949—1966 роках.

## Життєпис
Народився в родині селянина-бідняка. Батько загинув під час Першої світової війни. З восьмирічного віку працював пастухом у заможних селян. У 1921 році разом із матір'ю вступив до артілі (колгоспу), працював у сільському господарстві.
У 1923 році вступив до комсомолу, був одним із організаторів комсомольського осередку в селі Капустинцях. З 1924 року працював у системі споживчої кооперації. У 1924—1926 роках — голова Капустинського сільського кооперативу.
Член ВКП(б) з 1926 року.
З 1926 року навчався у Прилуцькій кооперативній професійній школі, у 1928 році вступив до Київського кооперативного інституту. У 1931 році закінчив Київський кооперативний інститут, здобув кваліфікацію плановика-економіста. Після закінчення аспірантури Науково-дослідного кооперативного інституту до 1935 року працював завідувачем наукової частини аспірантури цього ж інституту.
У 1935—1936 роках служив у Червоній армії. 
Після демобілізації, з 1936 по 1940 рік працював начальником Головпостачу Народного комісаріату місцевої промисловості Української РСР.

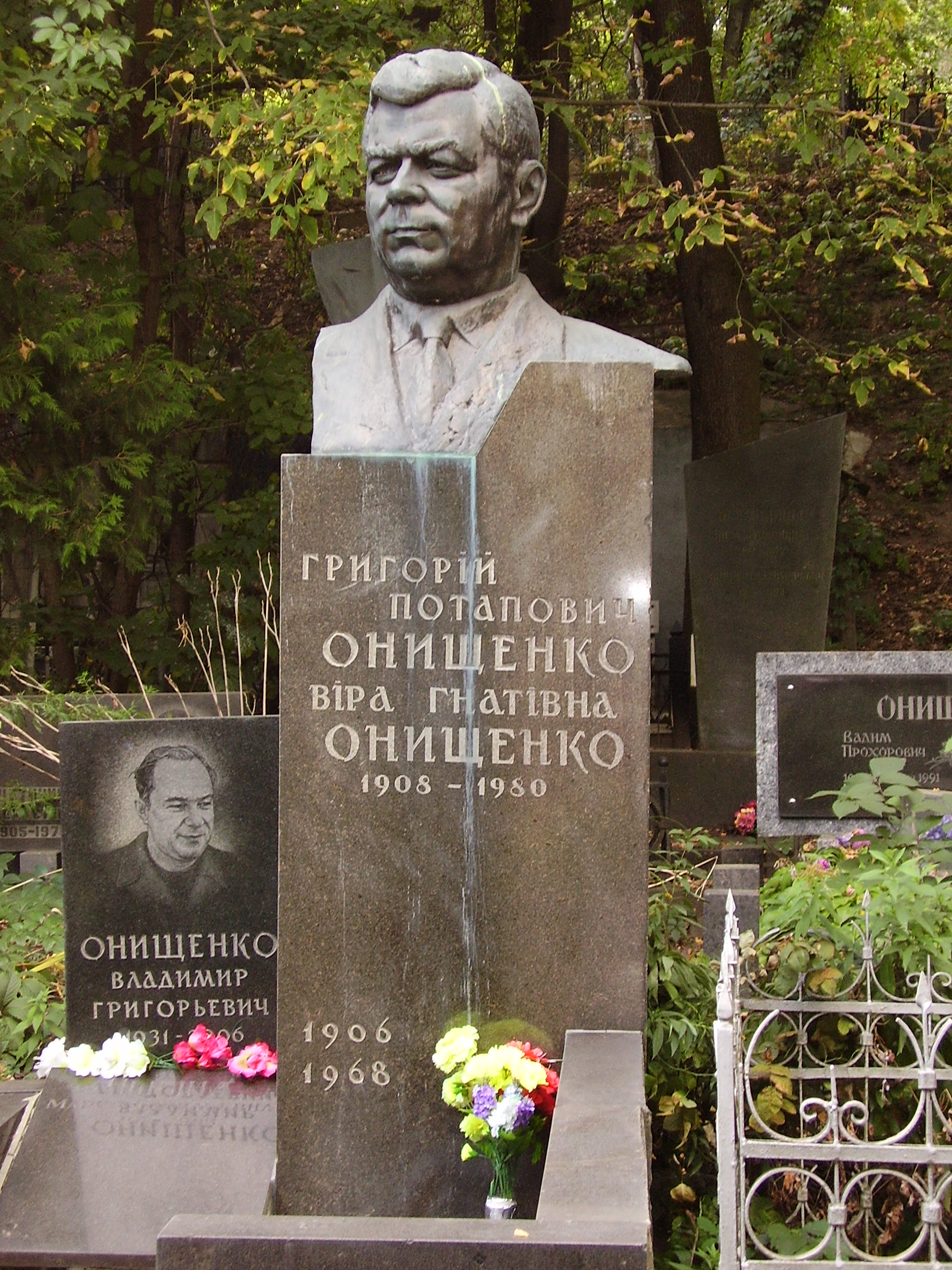
Могила Г.П. Онищенка

З січня 1941 по листопад 1943 року — заступник голови Державної планової комісії при Раді народних комісарів Української РСР.
Під час німецько-радянської війни був уповноваженим Військової Ради Південно-Західного і Донського фронтів. Займався організацією на підприємствах промисловості випуску боєприпасів та озброєння для Червоної армії.
29 листопада 1943 — 20 червня 1949 року — народний комісар (міністр) місцевої промисловості Української РСР. 
6 травня 1949 — 17 липня 1957 року — заступник голови Ради Міністрів Української РСР. Одночасно в жовтні 1950 — серпні 1953 року — постійний представник Ради Міністрів УРСР при Раді Міністрів СРСР.
17 липня 1957 — 1960 року — заступник голови Державної планової комісії РМ УРСР з питань легкої, харчової, місцевої промисловості і торгівлі — міністр Української РСР. 
У 1960 — 14 квітня 1961 року — заступник голови Української Ради Народного Господарства — міністр Української РСР. З 1961 до 1965 року — заступник голови Української Ради Народного Господарства (Укрраднаргоспу).
Потім — на пенсії через важку хворобу.
Помер 6 січня 1968 року. Похований на Байковому цвинтарі в Києві.

## Нагороди
- два ордена Леніна (23.01.1948, 13.04.1963)
- орден Трудового Червоного Прапора (1956)
- медалі